# Основано на реальных событиях (фильм, 2017)
«Основано на реальных событиях» (фр. D'après une histoire vraie) — двадцать первый полнометражный художественный фильм французского режиссёра Романа Полански, который вышел в конце мая 2017 года. Главные роли в фильме исполнили французские актрисы Ева Грин и Эммануэль Сенье. Производством фильма занимались компании Belga Films Fund, Belga Productions и Wy Productions.
Компания Mars Distribution занимается маркетингом фильма во Франции, Sony Pictures Classics в США, а компания Lionsgate будет ответственна за его продажи в остальных странах по всему миру.
Фильм основан на одноимённом романе французской писательницы Дельфины де Виган, который вышел 26 августа 2015 года и завоевал «Премию Ренодо», а также «Гонкуровскую премию лицеистов».
Фильм был выбран для участия во внеконкурсной программе на юбилейном 70-м Канском международном кинофестивале 2017 года. На этом фестивале состоялась всемирная премьера картины 27 мая 2017 года.

## Съёмки
Съёмки фильма проводились в ноябре 2016 года в Париже. Съёмки также проходили в департаменте Эр и Луар (муниципалитеты Шапель-Руаяль и Лез-Отель-Вильвийон).

## Сюжет
Фильм рассказывает о писательнице (Сенье), которая достигла первого в своей карьере успеха и теперь страдает от депрессии. В её жизнь вторгается и угрожает загадочная и одержимая женщина по имени Эль (Грин).

## Актёрский состав

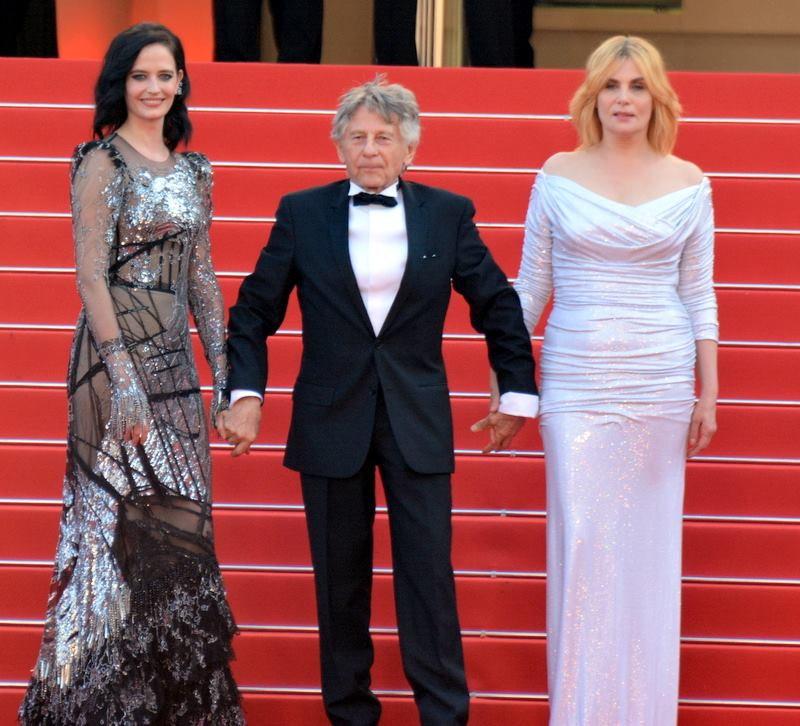
Режиссёр и исполнительницы главных ролей на Каннском кинофестивале, 2017 год

- Ева Грин — загадочная женщина Эль (Elle, по-французски «она»)
- Эммануэль Сенье — писательница Дельфин
- Камиль Шамо — Ориана
- Венсан Перес — Франсуа
- Доминик Пинон — Раймон
- Жозе Дайан — Карина
- Ноэми Львовски — инспектор
- Дамьен Боннар — бум-оператор

## Факты
Фильм демонстрировался на Канском кинофестивале с другой концовкой.
«Основано на реальных событиях» — первый французский фильм актрисы Евы Грин за последние 13 лет.
Для Романа Полански и Эмманюэль Сенье «Основано на реальных событиях» является пятым совместным проектом.
«Основано на реальных событиях» — это седьмая картина Полански, показанная на Каннском кинофестивале.
Дизайн блокнотов Дельфин вдохновлен работами художника Эдварда Хоппера.